# Les Lavandières du Portugal (chanson)
Pour l’article homonyme, voir Les Lavandières du Portugal (film).
Les Lavandières du Portugal est une chanson française, dont la musique a été composé par André Popp et les paroles ont été écrites par Roger Lucchesi en 1955. 
Elle a été interprétée pour la première fois par la chanteuse française Jacqueline François, mais également par d'autres interprètes dont le chanteur d'opérette Luis Mariano.

## Développement et composition

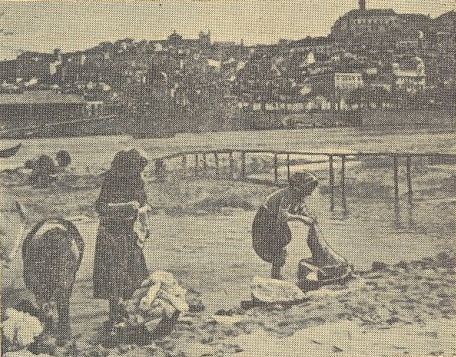
Lavandières portugaises à Coïmbre en 1933

La chanson a été écrite par André Popp et Roger Lucchesi en 1955 et évoque comme son titre l'indique les lavandières du Portugal et plus particulièrement, celles de la ville de Setúbal, située au nord de l'estuaire du Sado, non loin de Lisbonne. La chanson évoque la manzanilla qui est cependant un vin espagnol et le mot hidalgo qui est, également, un terme d'origine espagnole,,.
La chanson a été distribuée la même année sur le label Polydor (catalogue 576.019) avec un vinyle 45 tours (accompagnée de trois autres chansons) sur une orchestration de Michel Legrand. La chanson fut également distribuée en France et en Italie avec la même interprète sur le label Philips et en Allemagne sur le label Brunswick. 
Il s'agit d'un des premiers 45 tours en microsillon distribués en France ainsi qu'une des premières chansons à figurer (en deuxième position derrière L'homme et l'Enfant) sur l'un des deux hit-parades, créés en France en 1955 et proposés sur le Figaro et sur Radio-Luxembourg, donnant ainsi naissance aux premières compilations 33 tours réunissant les meilleurs tubes du moment.
Selon un texte publié dans le livre Derrière la Zizique, écrit en 1956 par Boris Vian, alors journaliste de jazz, la musique de la chanson (ainsi que celle de L'Homme et l'Enfant) fut « mise en boîte » en « first take » (probablement à l'occasion d'une nouvelle orchestration) par le musicien et chef d'orchestre Alain Goraguer avec Paul Rovère à la basse et Christian Garros à la batterie.
La même année que le lancement de cette chanson, André Popp signe les arrangements de la chanson Quand on a que l’amour de Jacques Brel.

## Liste des interprètes

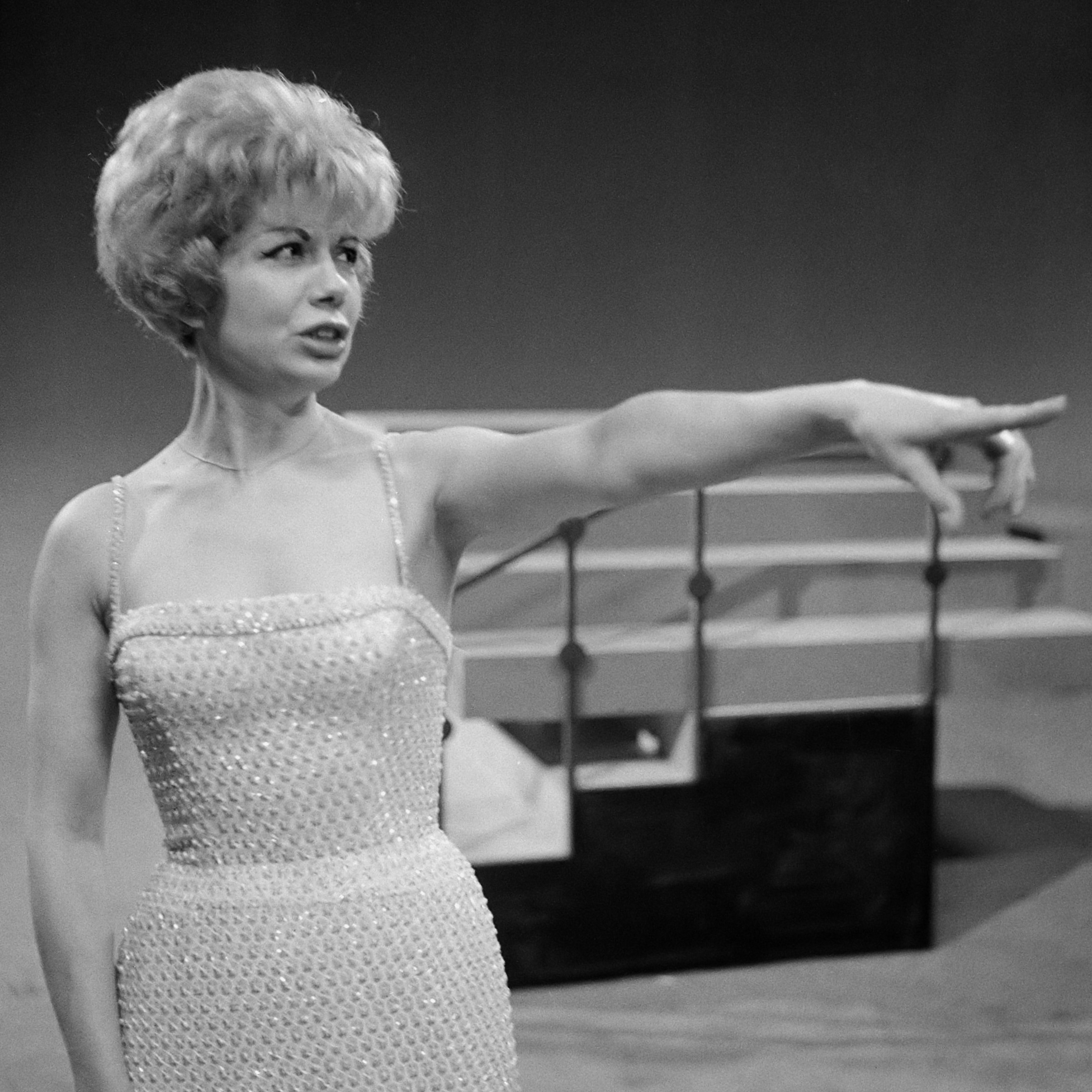
Jacqueline François en 1962

Cette chanson fut tout d'abord interprétée par Jacqueline François, mais aussi par Suzy Delair, Yvette Giraud (qui a déjà interprété une chanson ayant comme thème, le Portugal, cinq ans auparavant) et Marie Myriam, dans le cadre d'un album dédiée aux chansons des années 50 et édité en 1997. L'année de sa sortie, la chanson fut également interprétée et enregistrée par l'artiste d'opérette Luis Mariano.

## Critiques et réception
Dès sa sortie en 1955, la chanson connaît un énorme succès confirmant Jacqueline François, sa première interprète, dans son statut d'une chanteuse de premier plan.
Le titre s'est classé 1er des ventes de singles en France durant douze semaines du 5 octobre 1955 au 27 décembre 1955. Elle peut donc être présentée comme un des premiers « tubes » de l'histoire de la chanson française car ce terme, utilisé pour désigner une chanson à succès, a été inventé par Boris Vian, directeur chez Philips à la même époque.

## Adaptation, évocations et distinctions

### Au cinéma
La chanson fut à l'origine d'un film français réalisé par Pierre Gaspard-Huit, Les Lavandières du Portugal, sorti en 1957, avec notamment Jean-Claude Pascal, Anne Vernon et Darry Cowl, comme acteurs principaux.

### Dans la littérature
Un chapitre du dernier livre de Bernard Pivot ... Mais la vie continue (publié par Albin Michel en 2021), s'intitule Les lavandières du Portugal et dans lequel il évoque Nona, la doyenne des membres des « JOP (Jeunes octogénaires parisiens) » qui chante la célèbre chanson de Jacqueline François et dont le célèbre refrain « Et tape, et tape, et tape avec ton battoir » est repris en chœur par les membres de la confrérie.

### Distinctions
Jacqueline François reçoit de nouveau le Grand prix du disque en 1955 pour l'interprétation de cette chanson, après l'avoir déjà reçu en 1948 pour la chanson C'est le printemps.